# QuteCom
QuteCom (ehemals WengoPhone) ist VoIP-Software und eine gleichnamige Gemeinschaft (ehemals OpenWengo) von Anhängern freier Software, die sich um die Weiterentwicklung dieser Software bemüht. Das Programm gibt es für die Plattformen Windows, Linux, macOS und Windows Mobile. Es ermöglicht das kostenlose Telefonieren via Internet von einem Computer zu anderen Benutzern mit ebenfalls SIP-kompatibler Software. Außerdem ist es möglich, Gespräche in das Festnetz oder zu Mobiltelefonen zu führen, SMS-Nachrichten zu verschicken und Videotelefonate zu führen. Diese Funktionen sind an keinen bestimmten SIP-Anbieter gebunden und können daher mit jedem auf dem Markt verfügbaren Anbieter genutzt werden, im Gegensatz zu der proprietären Lösung von Skype. Die neuste Generation nutzt außerdem Teile von Pidgin.

## Eigenschaften
Die Software funktioniert, wie auch andere Softphones (auf dem PC laufende Telefon-Software), ohne Probleme hinter den meisten Firewalls und NAT-Routern, da für die Kommunikation unter anderem der TCP-Port 80 benutzt werden kann, der normalerweise für das Surfen im World Wide Web Verwendung findet und deshalb in fast allen Fällen freigeschaltet ist. Bei QuteCom handelt es sich um freie Software, die unter der GNU GPL vertrieben wird und im Gegensatz zu dem Programm Skype das offene und standardkonforme VoIP-Protokoll SIP benutzt.
Dadurch ergeben sich einige Vorteile:
- Es können IP-Telefone, Softphones oder herkömmliche Telefone (wenn sie per Telefonanlage oder Adapter Zugang zum Internet haben) angerufen werden, sofern sie den SIP-Standard unterstützen.
- Zwischen diesen SIP-Endgeräten kann weltweit kostenlos telefoniert werden, wenn diese denselben Provider nutzen oder ein IP-Call stattfindet.
- Da es bei Skype nur einen zentralen Anmeldeserver gibt, SIP-Server aber verteilt sind, ist bei einem Hacker-Angriff nur der jeweilige Anbieter betroffen und nicht die gesamte über SIP vermittelte Telefonie.

Über das reine Telefonieren hinaus sind mit QuteCom auch das Führen von Videotelefonaten (je nach Internetverbindung in Vollbild), Instant Messaging und das Versenden von SMS-Nachrichten möglich.
Das Speichern der Anruf- und Kontaktlisten erfolgt lokal auf dem eigenen PC. Die Möglichkeit, diese Listen auch zentral auf einem Server im Internet zu speichern, soll in einer der kommenden Versionen Einzug halten und befindet sich bereits in der Entwicklung.

## Verschlüsselung
QuteCom bietet die Möglichkeit, Telefonate von PC zu PC mit 128 Bit AES zu verschlüsseln (in der Version 2.1.2 als Beta gekennzeichnet).

## Versionen

### WengoPhone Classic

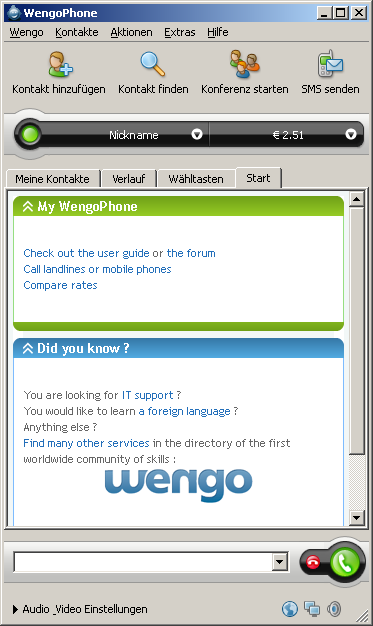
WengoPhone 2.1 RC2 unter Windows 2000

Programmiert und verbreitet wurde WengoPhone Classic von OpenWengo. Das Ziel der OpenWengo Community war es, eine produktive Plattform für die Entwicklung von freier Software in Bezug auf VoIP-Technologien bereitzustellen.

### WengoPhone 2.x
WengoPhone 2.x (Arbeitstitel WengoPhone NG) war eine freie Videokonferenz-Software, die vom OpenWengo-Projekt unter der General Public License veröffentlicht wurde.
WengoPhone 2.x erlaubte es, mit Hilfe des SIP-Standards gratis VoIP-Gespräche mit allen SIP-Phones aufzubauen, konnte aber über ein Call-Out-Service auch Verbindungen mit dem Festnetz aufbauen. Des Weiteren war es möglich, mit folgenden Instant-Messaging-Diensten zu kommunizieren: MSN Messenger, Google Talk, XMPP, Yahoo Messenger, AIM, iChat.
Die Benutzung von WengoPhone war bis Version 2.0 nur mit einem Account des Providers Wengo.com möglich. Andere SIP-Provider können ab Version 2.1 ebenfalls verwendet werden.

### Firefox-Erweiterung
Es gibt auch eine Firefox-Erweiterung für den inzwischen veralteten Zweig 1.5 des Browsers Firefox für Windows, Mac OS X und GNU/Linux (Alpha), die es ermöglicht, direkt vom Browser aus zu telefonieren. QuteCom ist dabei als Sidebar verfügbar.

## Aktuelle Versionen
- QuteCom 2.2.1 im Mai 2011
- QuteCom 2.2 am 26. Januar 2010 (Windows, Linux, Mac OS X)
- WengoPhone 2.1.2 sowie 2.2 alpha 2 am 24. September 2007 (Windows, Linux, Mac OS X)
- WengoPhone Classic 0.99 (Windows) 0.958m (Linux) im Dezember 2005
- Firefox Erweiterung 0.68 am 2. Februar 2006
- WengoPhone PDA 1.0 Beta am 24. Mai 2006
- WengoPhone SmartPhone 1.0 RC2 am 9. Juni 2006

## Weitere Entwicklung
Von Wengo geplant waren Funktionen wie ein eigener Call-In-Dienst mit lokaler Telefonnummer, Anrufbeantworter (Voicemail), Anrufweiterschaltung, Konferenzgespräche (sowohl für Audio als auch für Video), PIM-Synchronisation, eine zentralisierte Kontaktliste.
Wengo hat Ende 2007 jedoch die Finanzierung der Softwareentwicklung eingestellt und nutzt für Telefon-Beratungsdienste nun Flash-basierte Software. Seit 2008 betreiben die französische Firma mbdsys.com und die österreichische Firma osAlliance.com die Fertigstellung der Version 2.2. Im Zuge dieses Wechsels wurde der Name der Software in QuteCom geändert. Die Version für Österreich heißt kvats. Es handelt sich hierbei jedoch um keine Abspaltungen des Projektes (Fork), sondern um die Anpassungen an spezifische Provider, die das Projekt unterstützen.

## Die QuteCom-Gemeinschaft
Die erste Software, die aus der Gemeinschaft hervorging, war WengoPhone Classic, ein SIP-konformer VoIP-Client. Gleichzeitig wurden mehrere andere Anwendungen entwickelt, darunter WengoPhone NG (für Next Generation), das auf Basis von WengoPhone Classic komplett neu geschrieben war. In der Vergangenheit hatte WengoPhone NG den Codenamen Picard.
OpenWengo veröffentlichte eine Firefox-Erweiterung, die es einem ermöglicht, direkt aus Mozilla Firefox anzurufen. Es sind noch Versionen für Windows, macOS und Linux verfügbar (Version 2.1.0).
Da die französische Telekommunikationsfirma Wengo die Entwicklung seit Ende 2007 nicht mehr finanziell unterstützt, wurde in der Gemeinschaft diskutiert, ob das Projekt alleine fortzuführen sei. Mit der französischen Firma mbdsys.com und der österreichischen Firma osAlliance.com wurden Anfang 2008 letztlich zwei neue Partner gefunden. Die Firma mbdsys.com finanzierte vier Mitarbeiter (zwei Vollzeit und zwei Teilzeit) an dem Projekt. Durch den Ausstieg von Wengo und den Einstieg neuer Partner kamen kurzfristige administrative Aufgaben (neue Bereitstellung der Quellen, Formen der Zusammenarbeit und Aufgabenverteilung, neue Roadmap) hinzu.
Aufgrund des Ausstiegs von Wengo wurde ein neuer Name für Wengophone gesucht und mit QuteCom gefunden.
Heute wird QuteCom von den Unternehmen Arcor, kvats.net und osAlliance unterstützt. Nach einer ersten Veröffentlichung von QuteCom für Windows stehen auch Pakete für Mac OS X und verschiedene Linux-Distributionen zur Verfügung.

### Ziele
Das Ziel der OpenWengo-Gemeinde war es, das WengoPhone auf Basis freier Software weiterzuentwickeln. Das Ziel der QuteCom-Gemeinde ist dementsprechend.

### Ressourcen
Die QuteCom-Gemeinde benutzt den #qutecom-IRC-Kanal im freenode-Netzwerk sowie mehrere Mailinglisten zur Kommunikation.